# Einar Arnórsson

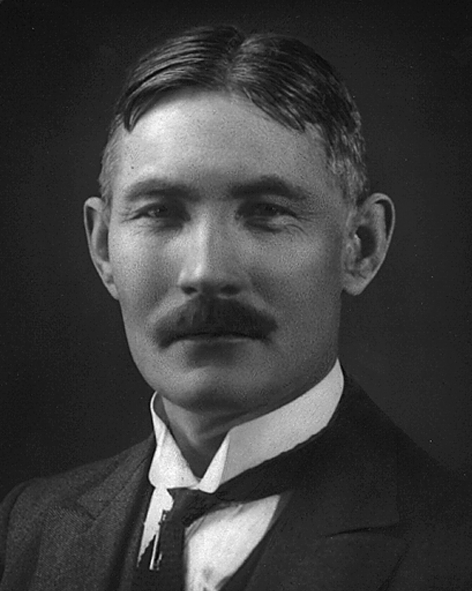
Einar Arnórsson.

Einar Arnórsson (Grímsnes, 24 februari 1880 – 29 maart 1955) was een IJslands politicus. Hij was premier van IJsland van 4 mei 1915 tot 4 januari 1917. 
In 1906 studeerde Arnórsson af in de rechten aan de Universiteit van Kopenhagen in Denemarken. Hij was professor in de rechten aan de Universiteit van IJsland van 1911 tot 1915 en van 1917 tot 1922. Aan diezelfde universiteit was hij ook rector in 1918-1919 en 1929-1930.
Hij was lid van het Alding (het IJslandse parlement) van 1914 tot 1919 en 1931 tot 1932. Einar Arnórsson was ook minister van justitie en onderwijs onder het premierschap van Björn Þórðarson in de periode 1942-1944. Hij was lid van de Oude Onafhankelijkheidspartij (Sjálfstæðisflokkurinn eldri).